# Poma 2000 de Laon
Le Poma 2000 de Laon, couramment appelé le « Poma » ou le « mini-métro », était un système de transport automatique prototype à mi-chemin entre le métro sur pneumatiques et le funiculaire, mis au point par la société Pomagalski à Laon, au nord de la France.
Mise en service en 1989 dix-huit ans après la fermeture du tramway à crémaillère dont elle reprend le tracé et une partie des infrastructures, cette ligne de 1,5 km parcourue en 3,30 min relie la gare de Laon à la ville-haute médiévale durant 27 ans jusqu'à sa fermeture définitive en 2016.

## Historique

### Genèse du projet

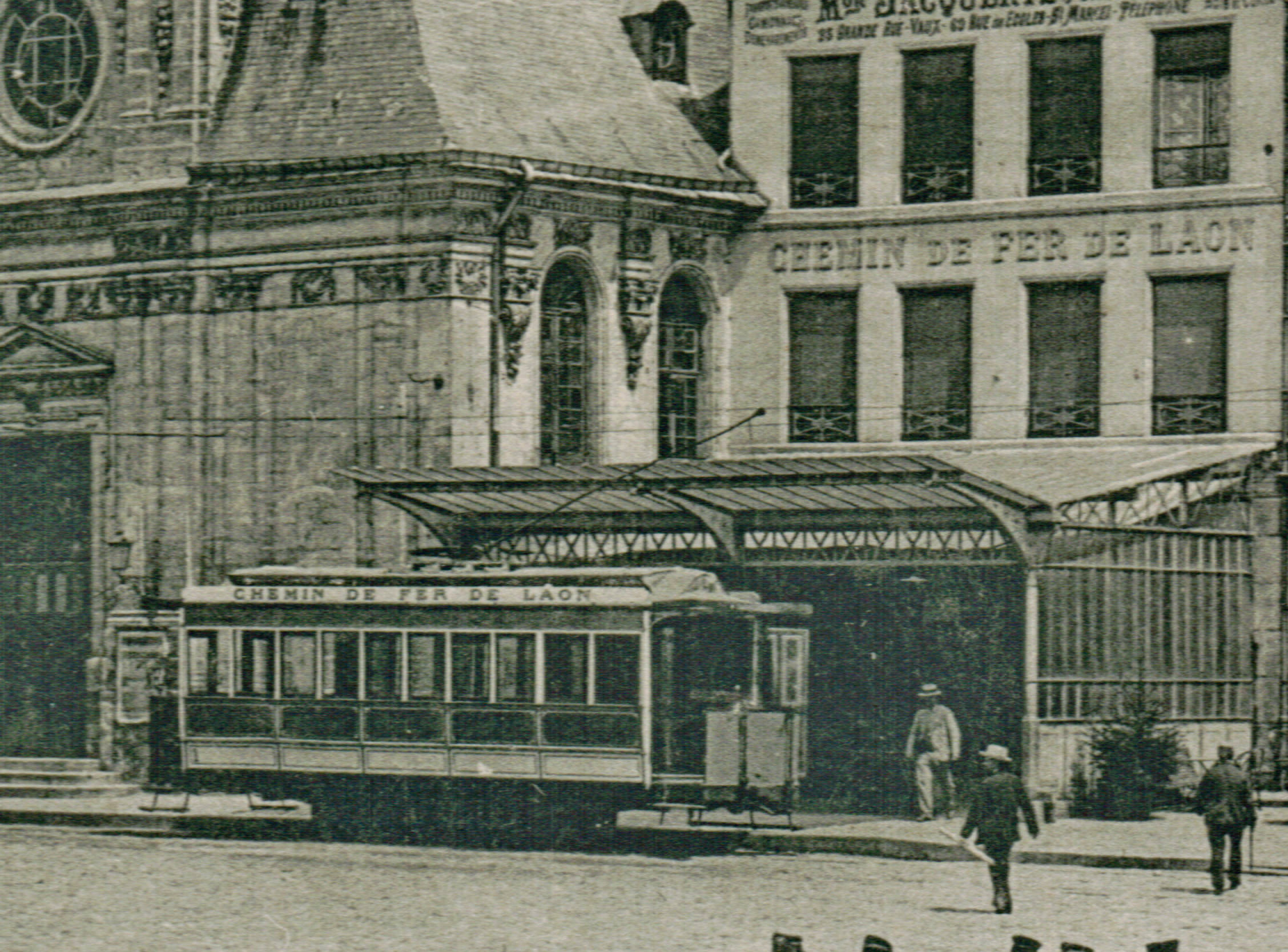
L'ancien tramway, en 1905.

La ligne de tramway à crémaillère reliant la gare de Laon à la ville haute, mise en service le 9 juillet 1899, jugée trop vétuste, est mise hors service le 27 janvier 1971.
Après la disparition du tramway, un service de six lignes d'autobus, dont cinq desservant le plateau, apparaît pour assurer la desserte, mais le trajet en bus est peu apprécié des habitants, jugé très inconfortable en raison des nombreux virages. La fréquentation du transport public diminue de moitié, au profit du trafic automobile. La ville de Laon, dirigée à l'époque par Guy Sabatier, puis Robert Aumont à partir de 1977, souhaite réorganiser son réseau de transport autour d'une liaison performante entre gare et la ville haute.

#### Création du Poma 2000
Au cours des années 1970, le ministère des Transports met en place une politique de développement des transports, et notamment des transports urbains en site propre, conduisant notamment au financement de véhicules automatiques comme le VAL, un métro automatique à petit gabarit installé pour la première fois à Lille, ARAMIS, un projet co-développé par la RATP et Matra Transport mais abandonné faute de débouché commercial, ou le Poma 2000. Ce dernier a été imaginé en 1971 avec les principes de base issus de la technologie des télécabines de montagne, automatiques et à grand débit, par la société Pomagalski, constructeur grenoblois de remontées mécaniques. Il a été développé par la société éponyme créée en 1972 issue, de l'association de Pomagalski et de Creusot-Loire Entreprise. Le ministère des Transports travaille en collaboration avec Poma 2000 à partir de 1972 pour le développement d'un véhicule automatique tracté par un câble, à l'instar d'un funiculaire, et reposant sur une voie métallique. Les objectifs sont de diminuer les coûts d’investissement et d’exploitation par rapport aux moyens de transport existants, de s’intégrer dans les sites urbains et d’utiliser la traction par câble pour franchir les dénivelés importants. Le développement a été financé partiellement par le Ministère des Transports et la Délégation Générale à la Recherche Scientifique et Technique. En 1975, se terminaient les essais du prototype sur le circuit expérimental de Grenoble (boucle de 600 m) après plus de 50.000 km de roulement avec trois véhicules dont la commande de circulation était assurée par des automatismes et des circuits de sécurité qui ont été mis à l'épreuve d'essais de longue durée. À partir de 1976, le Poma 2000 est entré dans sa phase d'industrialisation, préliminaire à l'installation d'une première ligne exploitable. Son développement bénéficia de l'expérience de la société Pomagalski dans les funiculaires comme par exemple le Skirail de Thonon-les-Bains. Les innovations du Poma 2000 bénéficieront aux funiculaires de la société Pomagalski comme par exemple le funiculaire des Deux Alpes.

#### Le Poma 2000 à Laon
Aux yeux des élus laonnois, le mini-métro Poma 2000 est apparu comme idéal pour de nombreuses raisons : il est automatique, limitant le besoin en personnel, permettant une fréquence élevée. La traction par câble est jugée parfaitement adaptée à la dénivellation importante, jusqu'à 13 %, sur une distance de seulement 1 500 m. Enfin, les coûts de construction sont limités par la réutilisation des infrastructures (viaducs et tunnels) de l'ancien tramway.
Le 28 novembre 1980, l'État et la municipalité signent une convention pour développer le Poma 2000 à Laon. Le choix du tracé et la mesure de l'impact ont été les principales étapes du projet et plusieurs hypothèses ont été étudiées. L'hypothèse retenue est celle d'une ligne entre la ville haute et la gare, avec une station intermédiaire boulevard de Lyon (actuelle stationVaux). Le tracé reprend celui du tramway, à l'exception du tronçon Gare-Boulevard qui sera situé en surplomb de la route et du déplacement de la station Hôtel de ville derrière cette dernière et non devant comme avec l'ancien tramway. Une extension de la ligne vers la Cité des cheminots est abandonnée pour des raisons financières.
Les administrations sollicitées (commission départementale des sites, commission départementale des opérations immobilières et de l’architecture, Chambre de commerce et d'industrie et direction départementale de l’Équipement) ont donné un avis favorable. Une série de conventions entre le préfet, le député-maire de Laon, Robert Aumont, et les sociétés Pomagalski, Creusot-Loire et Poma 2000 sont signés en janvier 1981. Le préfet de l'Aisne ouvre une enquête d'utilité publique. À la suite de l'enquête, la déclaration d'utilité publique du projet est promulguée le 16 mars 1981. À la suite de cette déclaration l'État va financer le projet à hauteur de 87,2 %, et a assuré le suivi de l'opération comme il s'agissait d'une expérimentation.

### Construction

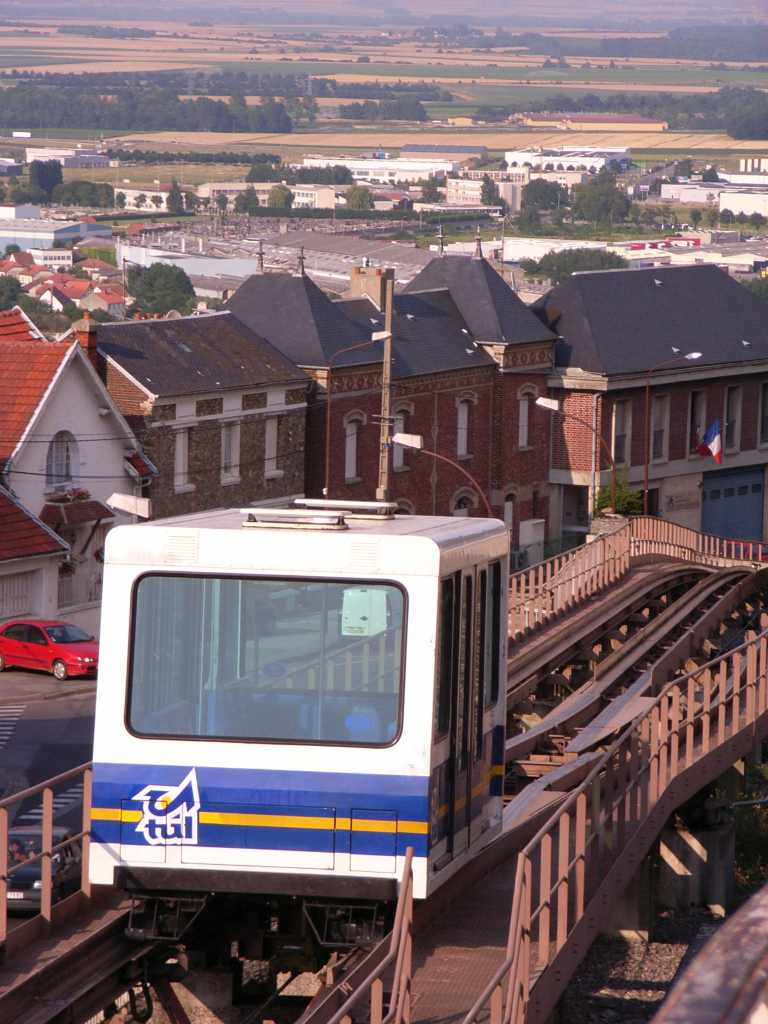
Le Poma 2000, ici dans son ancienne livrée.

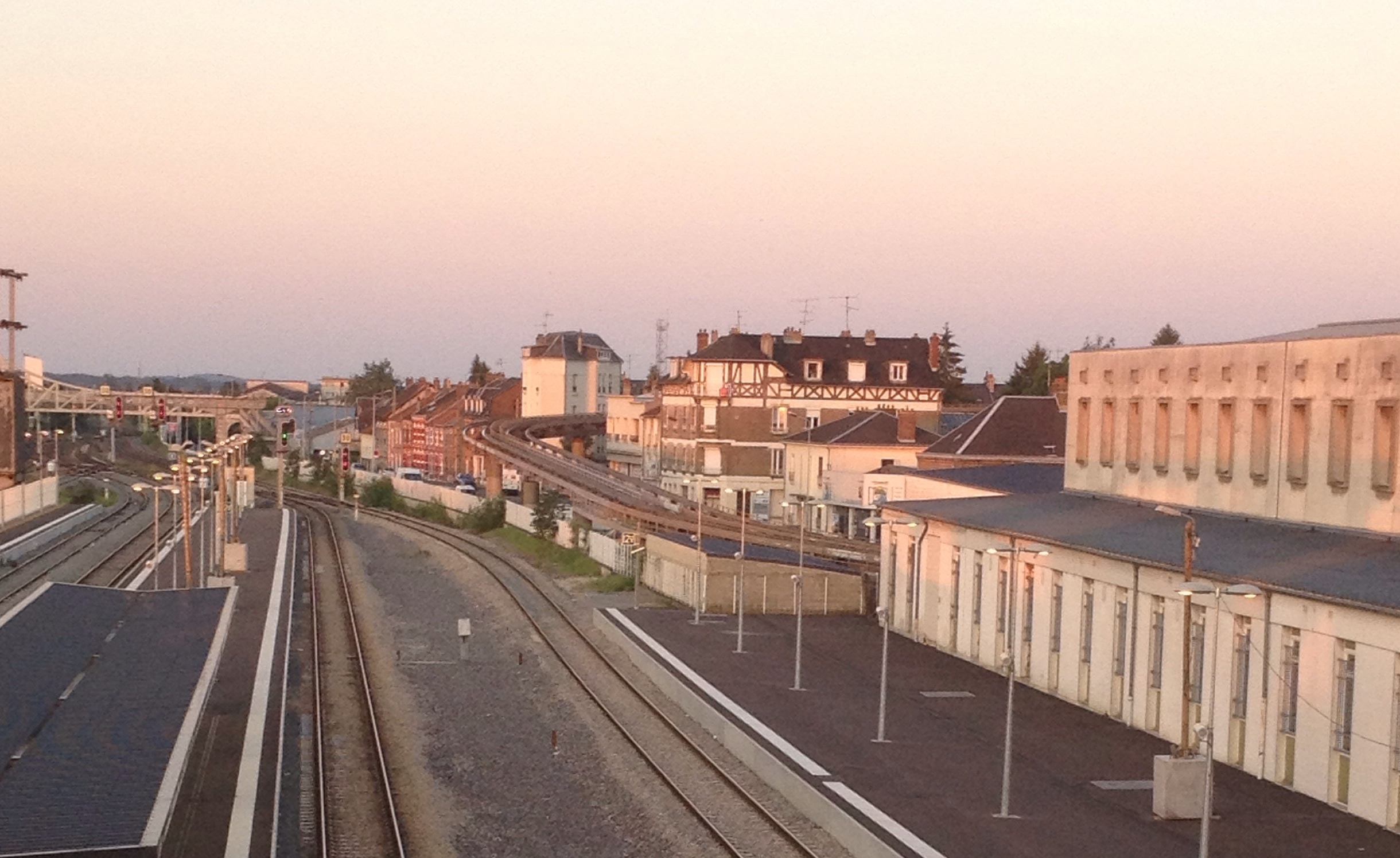
Les voies du Poma 2000 vues depuis la passerelle de la gare de Laon.

La construction du Poma 2000 va se passer en trois étapes :
- la première est la phase d'études du système, entre 1978 et 1981 ;
- la seconde entre 1982 et 1985, consiste à construire un tronçon de 750 m entre l'hôtel de ville et le viaduc puis à procéder aux premiers essais ;
- la dernière entre 1986 et 1989 est la construction de l'ensemble de la ligne avec les essais ayant conduit à l'ouverture de la ligne.

Pour mener à bien les travaux, la ville de Laon a choisi les sociétés Poma 2000 et Creusot-Loire Entreprise comme maîtres d’œuvre. Mais en 1984, cette dernière, rachetée par le groupe Technip, fait le choix de se séparer de sa branche transport. La suite du chantier fait l’objet d’une reprise de marché par la Société générale de techniques et d’études, groupement de sociétés sous-traitantes déjà présentes sur les deux premières phases. La société Pomagalski, en sa qualité de concepteur du système, a un rôle d’assistant technique, tandis que la DDE de l’Aisne assure la conduite d’opération du projet pour la municipalité et le suivi financier et technique pour le ministère, qui subventionne à plus de 80 % le projet.
Les travaux ont nécessité la démolition de l'ancien dépôt du tramway et le réaménagement du viaduc aux abords des trois stations. La pose de la voie et la réalisation de la station intermédiaire ont été les étapes les plus spectaculaires.
C'est au bout de neuf ans que le 4 février 1989, sous la mandature de René Dosière, alors maire de Laon, et François-Xavier Tassel, urbaniste et responsable du projet final, que le mini-métro est mis en service. En 1990, il transporte 867 700 voyageurs et 520 000 voyageurs en 2004. Même si la nostalgie de l'ancien tramway demeure, le Poma 2000 remporte un vrai succès. Avec un départ toutes les deux minutes et demie, la durée de voyage est de trois minutes et demie contre neuf pour le tram.

### Une vitrine technologique
Dès avant l'inauguration, le Poma 2000 est objet de curiosités dans le monde industriel. Laon étant la première ville à se doter de ce moyen de transport, elle sert de vitrine commerciale. De nombreuses visites ont lieu sur le chantier, dont trois personnalités politiques : Le premier ministre Pierre Mauroy en 1983 suivi de son successeur Laurent Fabius en 1986 et le président de la république François Mitterrand en 1985. De nombreuses délégations étrangères viennent également sur place : Brésil, Italie, Japon … La construction de la ligne fait aussi l’objet de nombreux articles de presse, aussi bien au niveau local que national et même à l'étranger.
Néanmoins le succès commercial n'est pas au rendez-vous puisque aucune commande ne suivra et Laon restera la seule ville à disposer d'un Poma 2000. Dès 1992, si la société annonce qu'elle est prête à l'industrialiser, elle reste à la recherche de marchés dans le transport urbain. Le "Poma 2000" ne veut pas vieillir seul.
Dix ans plus tard, c'est Laon qui s'interroge déjà sur l'avenir de son métro aérien, le constructeur ayant annoncé ne plus fabriquer dans un avenir proche les pièces de rechange. Il sera finalement rénové après que l'État aura accepté de verser une subvention de 2,6 millions d'euros pour la modernisation, après qu'un rapport du Conseil Général des Ponts d'octobre 2003 conclut favorablement à la demande de subvention pour la pérennisation du Poma déposée par le SITUL (Syndicat intercommunal des transports urbains laonnois).
La première cabine rénovée, comprenant la nouvelle livrée TUL, a été inaugurée le 4 février 2009, soit 20 ans jour pour jour après la première mise en service du Poma.

### Un avenir incertain
En 2016, la ville de Laon et la communauté d'agglomération hésitent à maintenir le système en fonctionnement en raison de l'investissement nécessaire. Aux 9,6 millions d'euros engagés en 2009 pour la dernière rénovation, les estimations font état de 15 millions supplémentaires requis pour des travaux de maintenance à venir (par la suite réduits à 4 millions). Pour le maire de Laon, le financement des travaux de rénovation nécessiterait d'augmenter les impôts locaux de 35 % alors que le démantèlement du Poma ne coûterait que 2,6 millions d'euros. L'avenir du Poma devient donc début 2016 de plus en plus incertain.

### Arrêt définitif d'exploitation

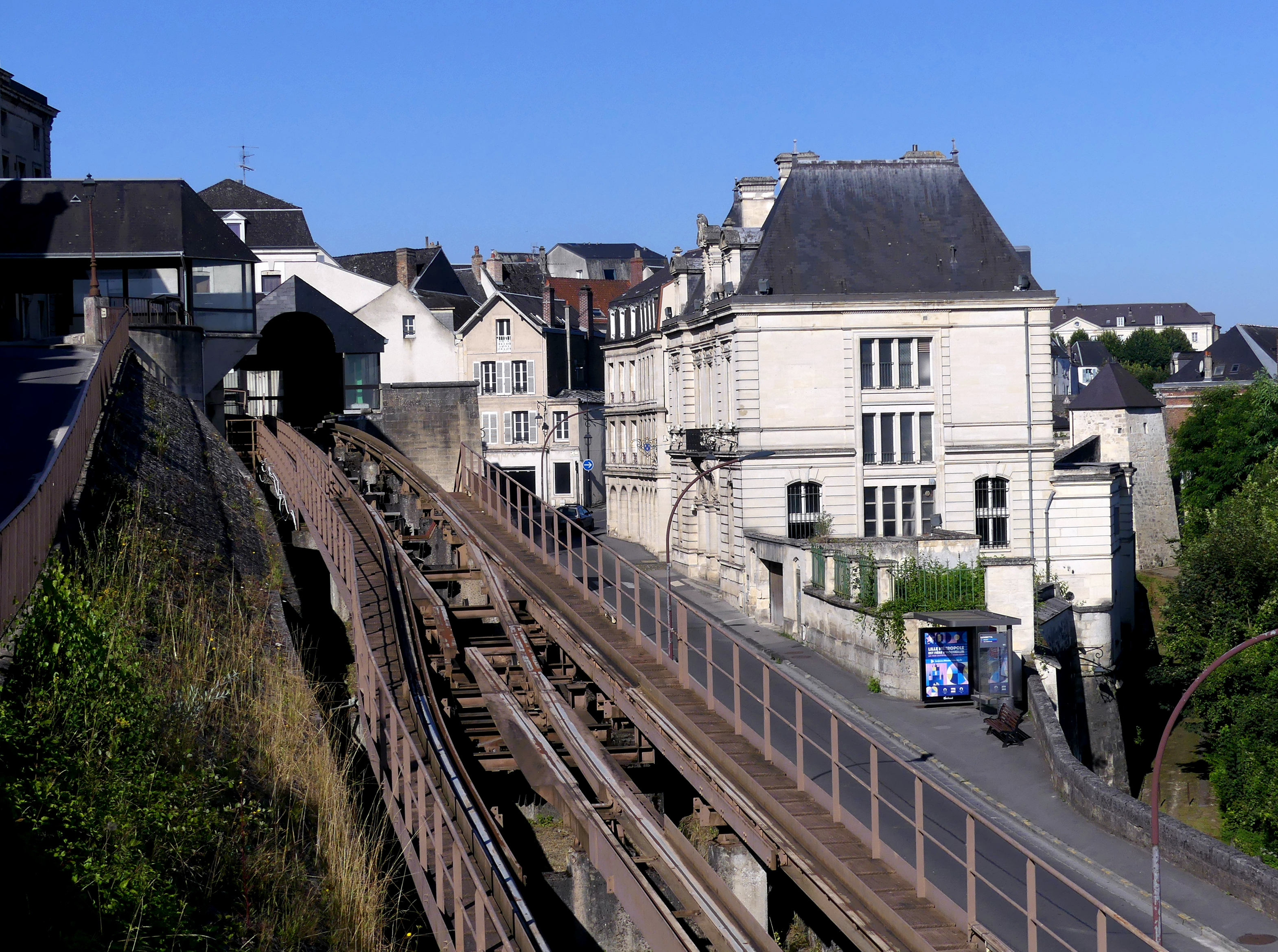
Vestiges du Poma 2000 en 2024.

Le 7 juillet 2016, le conseil communautaire de la communauté d'agglomération du Pays de Laon a finalement voté sa suppression,. La fermeture a eu lieu le 27 août 2016 (vers 20h10 avec comme passager du dernier trajet l'ancien maire de Laon René Dosière qui l'avait inauguré 26 ans avant) ; l'inspection annuelle de 15 jours prévue au cours de l'été 2016 a été annulée en conséquence, la ligne n'aurait eu que 3 semaines de service entre la fin de l'inspection et la fermeture définitive. Aucune festivité officielle n'est prévue. Les stations Hôtel de ville et Vaux seront démontées en premier.
Selon l'association « Agir pour le Poma », « la restructuration du système actuel coûterait certes 3,4 millions d’euros, mais le démantèlement est estimé, lui, à 3 millions d’euros ».
Une demande d'inscription ou de classement au titre des monuments historiques a été déposée le 3 septembre 2016,.
Le 2 mars 2017, dans un communiqué signé par Jean-Michel Bévière et Nicolas Dragon, l'association Agir pour le Poma annonce sur les réseaux sociaux que les installations étaient provisoirement conservées à la demande du ministère de la Culture et de la Communication qui a renvoyé le dossier dans une Commission régionale du patrimoine et des sites (CRPS) dont la date n'est pas arrêtée.
Toutefois, les câbles de traction sont déposés au mois d'avril suivant pour des raisons de sécurité. Une partie des installations électriques sont démontées à leur tour fin octobre 2017, toujours pour des raisons de sécurité.
En janvier 2022, un audit est fait des anciennes voie du Poma sur l'état de celles-ci dans le projet d'y poser un plancher et de la convertir en « une promenade plantée ». En octobre 2019, l'association « Agir pour le Poma » a proposé de faire circuler une navette autonome sur les infrastructures du Poma.
En janvier 2024, la ville de Laon souhaite installer des « jardins suspendus » sur l'ancienne plateforme.

## Technique

### Disposition des rails
Le Poma est un système à double voie ne comptant que deux sections à voie unique aux terminus et seulement deux aiguillages afin de limiter les coûts d'entretien. Toutefois pour des questions de largeur, les voies sont encastrées sur une majeure partie du parcours, sauf au niveau de la station intermédiaire, première zone d'évitement, et de la seconde zone d'évitement présente sur le tronçon supérieur, entre le viaduc et le tunnel.
Les rails sont constitués d'IPN sur lesquelles roulent les pneus et sont complétées par des plaques latérales fixées dessus sur lesquelles passent des roues disposées à l'horizontale assurant le guidage des cabines. Au niveau des aiguillages, dont le positionnement est assuré par le mouvement de la partie amovible des pistes de roulement intérieures, et des zones de croisement des voies à la transition entre les voies encastrées et les voies d'évitement distinctes, les plaques de guidage intérieures sont remplacées par des contre-rails placés à l'intérieur des voies afin de laisser passer les pneus sans pour autant faire dérailler les cabines.
Bien que motorisés, les aiguillages ont un système de commande manuelle de secours. La voie est posée sur des traverses en béton sur les sections au sol, sur le viaduc en maçonnerie hérité du tramway et dans le tunnel ; et sur le viaduc construit pour le Poma la pose se fait sur des traverses métalliques posées sur la poutre du même matériau, soutenue par des pylônes en béton.

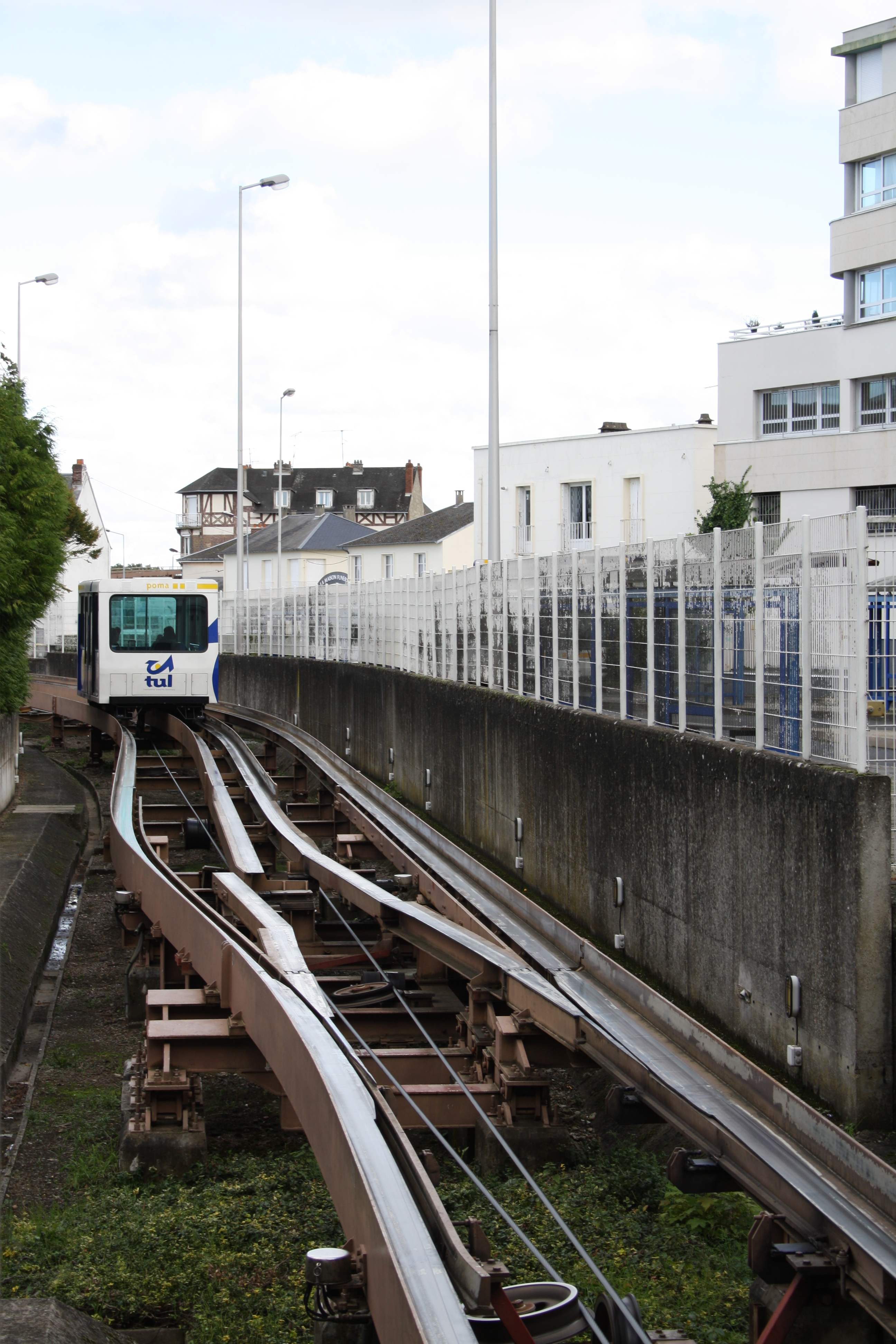
L'aiguillage à la station Gare avec le début de la voie encastrée et une cabine montant vers Hôtel de Ville. On voit les parties mobiles et les contres-rails.
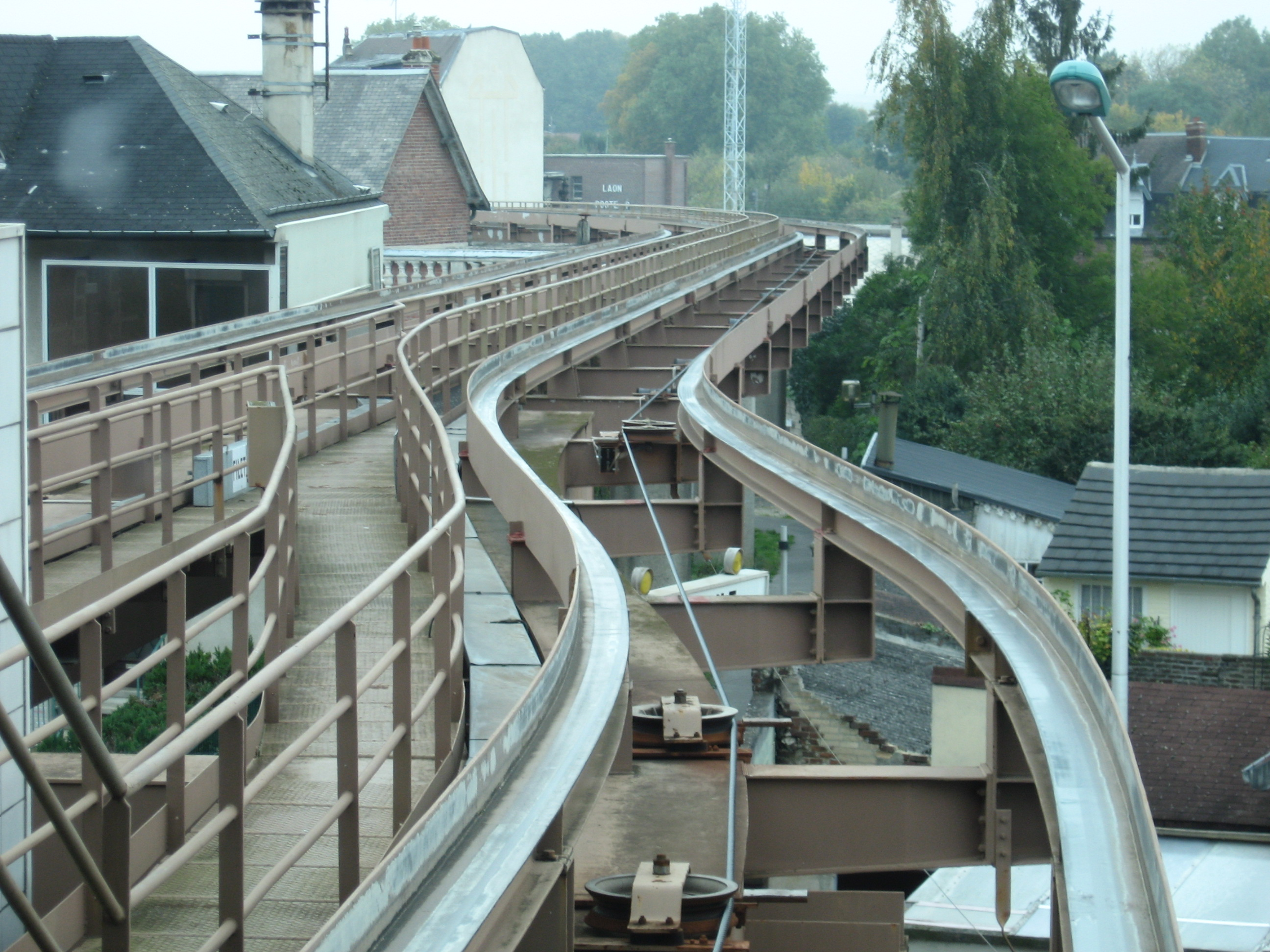
La voie depuis la station Vaux avec ses pistes de roulement et ses guides latéraux, ainsi que le câble tracteur avec ses poulies de guidage.
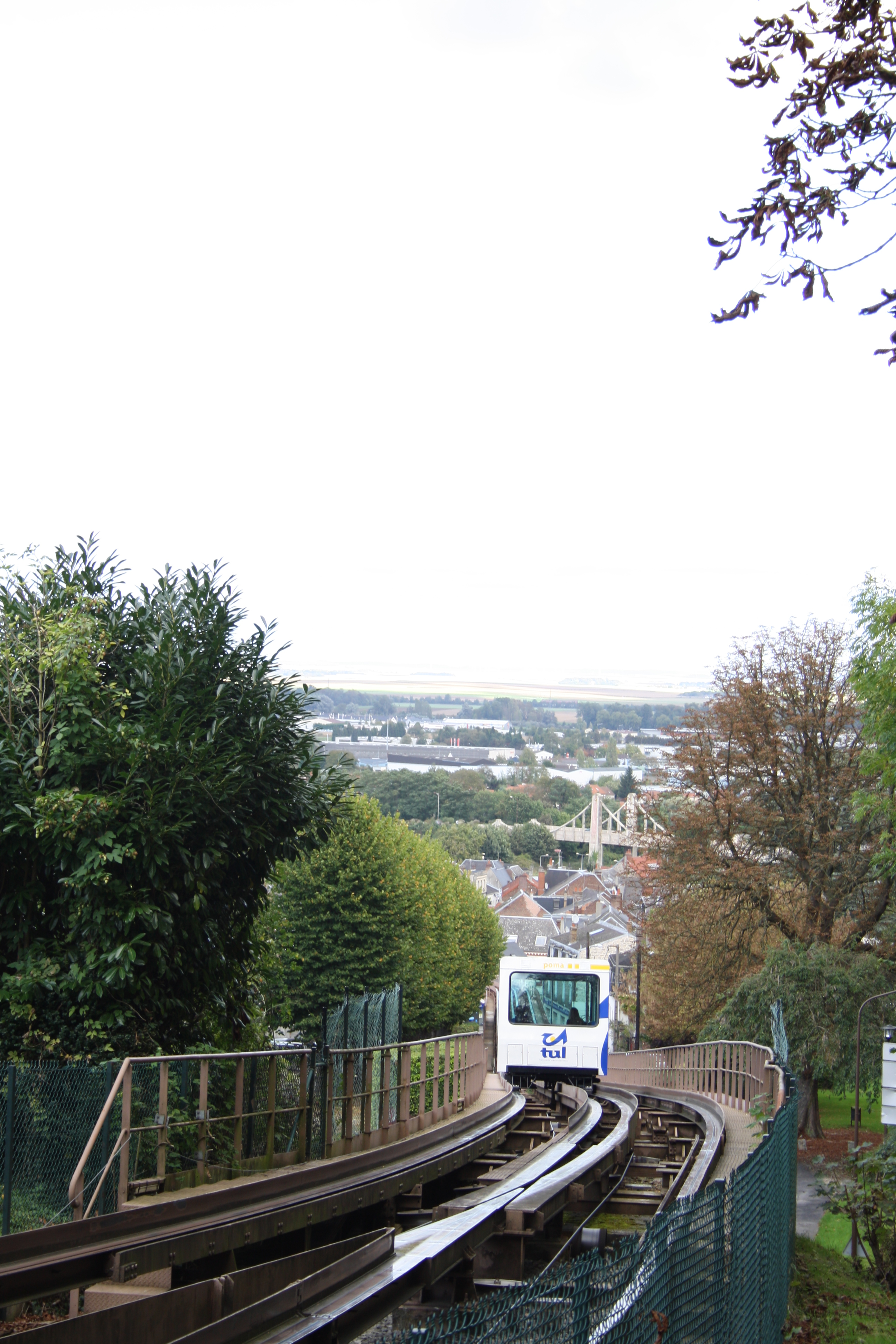
Transition entre une section à voies encastrées et à voies distinctes.

### Câblerie et entraînement
Le Poma repose sur un fonctionnement à deux boucles de câbles, entrainées et tendues par des contrepoids aux gares amont et aval, se croisant à la station intermédiaire,. Le câble tracteur fonctionne toujours en sens horaire, les cabines roulant à gauche. L'entrainement du système, si ce n'est qu'il y en a un par boucle, est le même qu'un funiculaire : un moteur électrique accouplé à un réducteur met en mouvement la poulie motrice, le système est complété par un frein de sécurité. Il est alimenté par un transformateur fournissant un courant de 15 kV qui est ensuite converti en 400 V tandis qu'un variateur régule la vitesse.
Un automate gère le système sans intervention humaine, il est relié à un onduleur en cas de coupure de courant, tandis qu'un processeur de sécurité sert d'intermédiaire entre l'automate et le reste du système afin de filtrer les anomalies. Chaque station possède en outre une centrale hydraulique gérant les parties mobiles, celles de la station Vaux étant à l'air libre elles subissaient des pannes en hiver, corrigées par l'utilisation d'une huile adaptée et l'installation d'un système artisanal à base de chauffages d'appoint destinés aux salles de bain.
À la station intermédiaire, la cabine arrivant embraie sur le câble du tronçon suivant, qui est monté grâce à un système de poussoir puis débraie de celui du premier, afin qu'elle soit toujours attachée, tandis qu'un frein bloque la cabine par sécurité,. Un fonctionnement similaire est mis en place aux terminus lorsque la cabine change de sens. Le changement de câble ne peut se faire qu'avec les deux cabines à l'arrêt. La manœuvre dure 30 secondes et est assurée par une centrale hydraulique installée dans les cabines,.
Des jeux de poulies permettent au câble d'un tronçon de passer sous les voies, passer par deux grandes poulies de renvoie puis êtres remontés dans l'autre sens par d'autres jeux de poulies.
Comme sur un funiculaire, des galets de guidages (horizontaux ou verticaux, ou sous forme de rouleaux en ligne droite) sont présents pour que le câble tracteur suive la voie ou n'accroche un objet, des plaques en téflon complètent le dispositif afin qu'il ne touche pas le sol après le passage de la pince des cabines qui déporte le câble. En cas de déplacement du câble et de rupture de l'isolation électrique, un freinage d'urgence a lieu.
Un capteur (système Halec) vérifie en permanence l'état du câble et repère les cassures. Si le taux d'usure atteint un certain seuil, un contrôle visuel est effectué tandis que la durée de vie du câble varie de deux à quatre ans.

### Cabines
La conception du Poma permet d'engager un maximum de trois cabines sur les quatre que compte la ligne, bien qu'une exploitation à deux cabines reste possible : une sur le tronçon aval (Gare-Vaux), les deux autres sur le tronçon amont (Vaux-Hôtel de Ville) et la quatrième reste à l'atelier en maintenance. En cas d'exploitation à deux cabines, il n'y a pas de croisement sur l'évitement amont puisqu'il n'y a qu'une cabine par tronçon, elles ne se croisent alors qu'à la station Vaux.
Les quatre cabines construites par la CFD pèsent 3,6 tonnes à vide et possèdent une porte par flanc, qui s'ouvrent en appuyant sur un bouton, et peuvent embarquer 39 voyageurs dont 12 assis,. Il n'y a ni frein embarqué dans les cabines ni frein de voie en dehors de celui présent au changement de câble mais un système chasse-corps est présent et déclenche un freinage d'urgence en cas de collision. Le roulement est assuré par quatre pneumatiques, dont des défauts avaient été repérés et réparés en début d'exploitation, et quatre pneus placées à l'horizontale assurant le guidage,.

### Atelier
L'atelier se situe derrière la station Gare, séparé de la station par un rideau métallique.
Il est composé d'une voie servant de garage et d'un treuil pour soulever les cabines afin de les déposer sur les colonnes de maintenance où sont notamment séparées les cabines de leur châssis, la cabine étant suspendue au treuil tandis que le châssis est posé sur colonnes durant l'entretien. Un local permet le stockage de pièces de rechange diverses.
En dessous, on retrouve la machinerie gérant le câble du tronçon aval.

## La ligne

### Infrastructures et stations
Entièrement automatique grâce à un pilote dérivé de celui du SACEM du RER A, longue de 1,5 km, 500 m pour le tronçon aval et 1 000 m pour le tronçon amont, la ligne permet de franchir un dénivelé de 95 m avec une pente moyenne de 7 % et de 13 % au maximum,. Les cabines se déplacent à la vitesse maximale de 9,5 m/s (soit 34,2 km/h) et la ligne offre une capacité de 396 voyageurs par heure pour une fréquence de cinq minutes. Le temps de parcours est de 3,30 min.
La ligne franchit trois principaux ouvrages représentant la majeure partie de la ligne : le viaduc métallique reposant sur 24 pylônes de béton entre Gare et Vaux, puis deux ouvrages construits pour l'ancien tramway : le viaduc en maçonnerie franchissant l'avenue Gambetta puis le court tunnel passant sous cette même avenue. Le viaduc métallique est constitué d'acier galvanisé peint en blanc, mais la peinture n'a jamais adhéré à la structure et s'écaille en permanence, donnant un aspect délabré à l'ensemble.

### Tracé
Le ligne naît à la station Gare, sise au « Forum des trois gares » (gares ferroviaire, routière et des bus des TUL), puis entame le premier tronçon de 500 m au très faible dénivelé de 5 m : la voie se dédouble (voies encastrées) rapidement et longe la gare routière dans une tranchée encadrée de murs en béton et de grillages puis arrive une première courbe à gauche où la ligne commence à monter, puis une seconde à droite où la voie se dédouble, entame le viaduc métallique et longe les voies ferrés en survolant un parking sur 75 m. Après une courte ligne droite la ligne marque une grande courbe, toujours en viaduc, passant au dessus du boulevard Gras-Brancourt pour serpenter entre les bâtiments et un parking. S'ensuit une ligne droite de 100 m où, après avoir survolé le boulevard de Lyon, les deux voies s'écartent pour arriver à la station intermédiaire Vaux.
La ligne continue sur le second tronçon de 1 000 m à l'important dénivelé de 90 m : toujours en viaduc mais à nouveau avec les voies encastrées, en survolant successivement un parking, les rues du Fort Mahon et du Colombier puis marque une courbe à droite légèrement en pente entre le parking du Colombier et des bâtiments puis franchit les rues Roger Salengro et du Mont de Vaux. En sortie de courbe, le viaduc franchit un dernier parking puis s'achève le long de l'avenue Georges Clemenceau où la ligne entame sa section la plus pentue, et celle utilisant le plus d'infrastructures héritées de tramway à crémaillère par une ligne droite de 230 m au milieu d'un secteur boisé puis franchit l'avenue Gambetta par le viaduc en maçonnerie. Après ce pont, la voie marque une nouvelle courbe à droite dans laquelle se situe le deuxième évitement.
Puis, revenue à un système de voies encastrées, le Poma longe la rue le Nain en contrebas de l'avenue Gambetta et passe par le tunnel sous l'intersection de l'avenue et de la rue précités, qui permet à la ligne de passer de l'autre côté de l'avenue. Après une rampe permettant de revenir à la surface, la ligne entame sa dernière section avec une courbe à gauche en suivant l'avenue puis entame une ultime ligne droite de 130 m qui longe la rue Franklin Roosevelt au pied du mur de soutènement de la promenade Ytzhak Rabin ; le Poma franchit l'aiguillage ramenant la ligne en voie unique et arrive à son terminus, la station Hôtel de Ville, sise entre la rue F. Roosevelt et l'hôtel de ville.

### Liste des stations

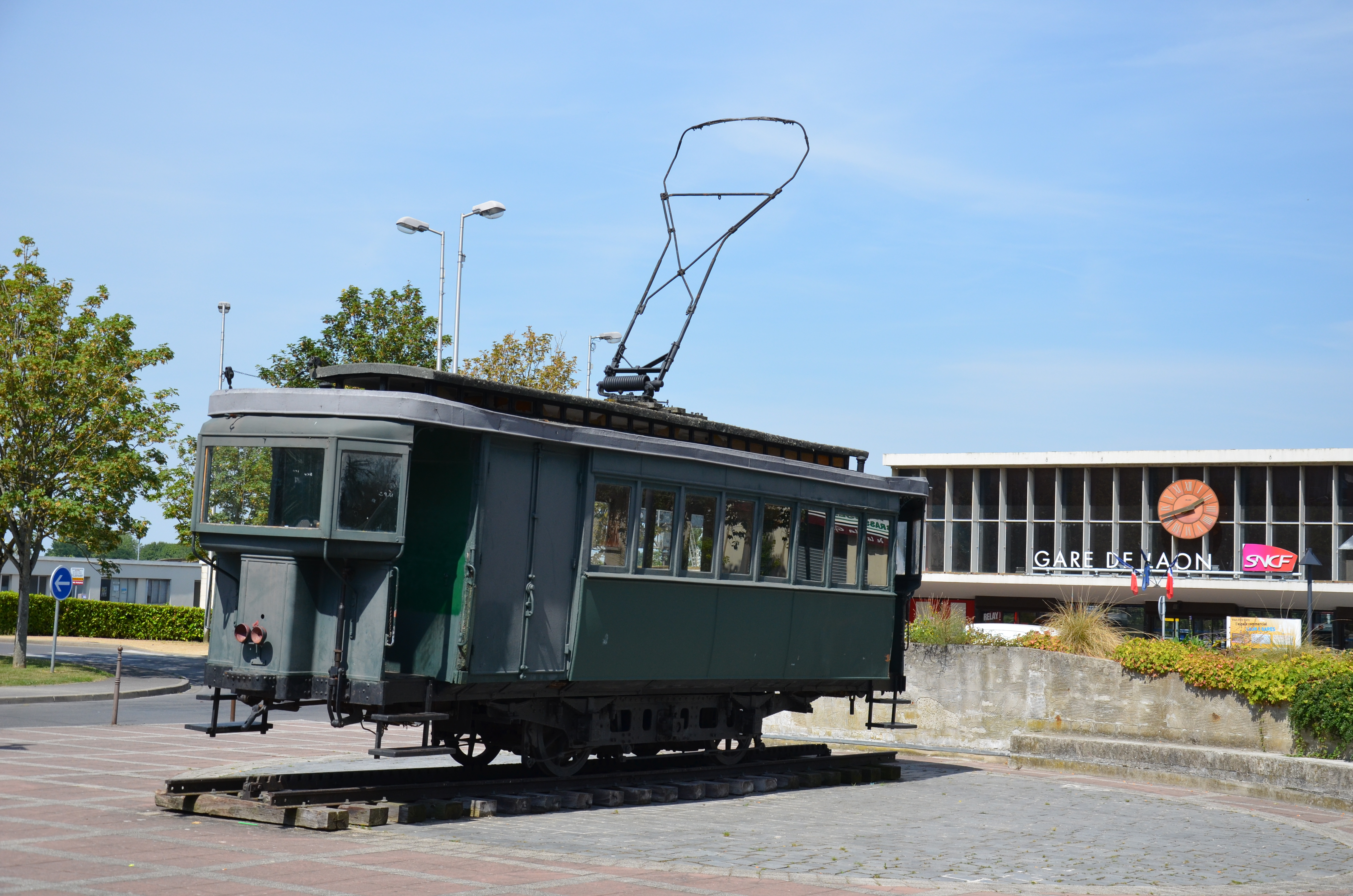
L'ancien tramway exposé à côté de la station Gare.

Trois stations existent sur la ligne, Gare, Vaux et Hôtel de Ville, toutes couvertes mais ne possédant pas de portes palières, une alarme se déclenche toutefois quand un voyageur est trop près du bord du quai.
Les stations sont présentées en fonction de l'altitude, de la plus basse à la plus haute :
|  |   |  | Stations       | Lat/Long                    | Communes desservies | Correspondances                              |
|  | - |  | -------------- | --------------------------- | ------------------- | -------------------------------------------- |
|  | ■ |  | Gare           | 49° 34′ 12″ N, 3° 37′ 30″ E | Laon                | TER Picardie ; TUL ; P+R                     |
|  | • |  | Vaux           | 49° 34′ 09″ N, 3° 37′ 49″ E | Laon                | TUL ; Mini-train (Train routier touristique) |
|  | ■ |  | Hôtel de Ville | 49° 33′ 55″ N, 3° 37′ 14″ E | Laon                | TUL                                          |

## Exploitation

### Généralités
Avant la prise de service, un tour à la vitesse de 5 m/s est effectué afin d'inspecter la voie à 6 h 15, effectué à la suite du test des câbles durant lequel ils sont mis en mouvement à 6 m/s, qui a lieu à 6 h. Une première cabine est mise en ligne au début de service puis, quand elle est à la station Hôtel de Ville, les deuxième et troisième cabines sont ensuite injectées en ligne.
Le taux de disponibilité est de 98,9 % en 2002.
L'infrastructure et le matériel roulant sont la propriété de la communauté d'agglomération du Pays de Laon, qui a succédé en 2014 au Syndicat intercommunal des transports urbains de Laon (SITUL), et qui en confie l'exploitation à la Compagnie de transports urbains du pays de Laon, filiale du groupe RATP Développement.
Pleinement intégré aux transports urbains laonnois (TUL), le Poma est exploité à son ouverture par la Société anonyme d'économie mixte des transports urbains laonnois (SAEMTUL), à laquelle succède le 1er janvier 2005 la société Laon Mobilité (Transdev) puis à partir du 1er janvier 2016, c'est la Compagnie de transports urbains du pays de Laon (CTPL) qui succède. La CTPL est contrôlé par RATP Dev, filiale du Groupe RATP et Comag, filiale de Pomagalski. Le Poma 2000 est intégré à la tarification du réseau et librement utilisable avec les diverses formules d'abonnement.
En juillet 2016, un aller-retour sur le Poma est possible par le biais d'un billet spécifique pour 1,20 €, tandis que la plupart des titres réguliers du réseau sont acceptés.

### Personnel d'exploitation
Le fonctionnement de la ligne nécessite en 2005 dix personnes : cinq chargées de l'exploitation se relayant de 5 h 45 à 20 h 30 et cinq à la maintenance se relayant de 5 h 30 à 22 h 30.
En cas de déclenchement d'une alarme, un agent de maintenance se déplace sur la ligne pour vérifier.

### Horaires
La ligne circule à une fréquence de 2,30 minutes en heures de pointe. Le service est assuré de 7 h à 20 h sauf les dimanches et jours fériés ainsi qu'une semaine par an en août afin de permettre des travaux de maintenance, tous les huit ans cette coupure est portée à deux semaines,.
Un service dominical estival a été expérimenté de 14 h 30 à 19 h 30 au début des années 2000.

### Trafic
En 1989, la ligne a transporté 800 000 voyageurs pour sa première année de service.
En 1992, la ligne transportait 3 900 voyageurs par jour, soit 900 000 voyageurs par an, dépassant les objectifs initiaux.
La fréquentation a chuté au fil des ans, pour tomber à 400 000 voyageurs en 2015 et utilisé majoritairement par les scolaires le matin. La ligne est particulièrement chargée entre 7 h 30 et 8 h malgré la fréquence élevée en heures de pointe, ce qui a poussé le SITUL à créer la ligne de bus no 5 entre Moulin roux, l'hôpital et le lycée Paul Claudel en 2005 afin d'offrir une alternative.

### Sécurité
Les infrastructures sont sous surveillance vidéo permanente, tandis que les régulateurs peuvent être en contact avec les voyageurs en cabine ou en station, ou avec les pompiers et la police.
En cas de vent violent, des alarmes se déclenchent à 90 puis 120 km/h.
Enfin, le passage au-dessus de certains axes routiers empruntés par des poids-lourds, dont les bus des TUL, sont équipés d'un système de détection composé de filins placés de part et d'autre de l'ouvrage et connectés à un boitier détecteur, complétés pour le boulevard de Lyon par des panneaux rétro-éclairés « Véhicule hors-gabarit » en l'absence de présignalisation : dès qu'un véhicule touche le fil, l'arrêt d'urgence est déclenché.

### Pannes
En cas d'interruption de service supérieure à 15 minutes, une navette de remplacement effectuée par autobus est mise en place.
Le 7 janvier 2009, les températures extrêmement basses ont causé une panne du mini-métro. Un premier arrêt est intervenu vers 7 heures, puis le Poma a redémarré normalement avant de s'arrêter à nouveau. Des capteurs électroniques n'auraient pas supporté les faibles températures. « Nous cherchons l'origine du défaut. Un des composants en station est en panne. Nous sommes donc obligés de tester chaque composant pour trouver lequel ne fonctionne pas » explique le responsable maintenance, Thierry Laurent.
La société Laon Mobilités avait mis en place un service de navette qui desservait la gare, la station Vaux et l'hôtel de ville.
Le Poma s'est également arrêté de fonctionner le 3 février 2010, de 14 h 30 à 15 h 30, en raison d'une panne technique. La procédure d'évacuation des passagers a été appliquée, respectant la réglementation dès que la panne dure plus de vingt minutes. Les pompiers sont intervenus pour faire sortir les passagers de la cabine et les ramener à la station la plus proche, qui était celle de la gare. « Quand la cabine se trouve entre deux stations, nous avons l'obligation de faire appel aux pompiers », expliquait Christian Tison, chef d'exploitation du Poma. « Ce n'est pas une grosse panne. C'est une panne assez habituelle touchant le variateur électronique. Celui-ci s'est mis en défaut. Nous avons essayé de le relancer mais cela n'a pas fonctionné. Nous avons changé le couple de moteur et c'est reparti ». Durant la panne, un service de bus a été mis en fonction pour relier la ville basse à la ville haute. Tout est ensuite rentré dans l'ordre.
De mi-novembre 2012 au 7 janvier 2013, ce mini-métro est en panne à la suite d'une usure prématurée d'un câble. Pendant ce temps, des bus de substitution fonctionnent. En 2013, le service a été interrompu quelques jours au mois d'avril.
En avril 2014, il connaît un arrêt d'exploitation d'un peu plus d'une heure à la suite de la casse d'une pièce d'un aiguillage.
- Vidéos
- Trajet montant en août 2016
- Trajet descendant en août 2016

## Le Poma dans la culture
Le Poma 2000 s'est installé dans le paysage laonnois au fil des ans au point de faire partie de la carte postale de la ville, d'être un incontournable des visites touristiques et d'avoir aidé les commerçants à retrouver leur clientèle,,.